# Las nuevas aventuras de El Hombre Araña
Las Nuevas Aventuras de El Hombre Araña es la segunda serie animada de Spider-Man en aparecer después de la clásica de 1967, se emitió en Estados Unidos en una única temporada durante los años 1981 y 1982.
Las historias son clásicas, están basadas, no muy fielmente, en los cómics de la época. Los personajes además de Peter Parker, Tia May , J. Jonah Jameson , Robertson y Betty Brant. Los villanos clásicos de Spider-Man y de Marvel en general, Kraven el cazador, Mysterio, Hombre de Arena, Duende Verde, Doctor Doom, etc. También aparecen otros personajes invitados como Namor, Capitán América, entre otros, esta serie solo duró 26 episodios en una única temporada, su doblaje para Latinoamérica fue hecho en Argentina , los títulos de los episodios son:

## Capítulos
- Capítulo 01: Globos, globos. Aceite y problemas
- Capítulo 02: Dr. Muerte, dueño del mundo
- Capítulo 03: Lagartos, lagartos, por todas partes
- Capítulo 04: La curiosidad mató al Hombre Araña
- Capítulo 05: Llegó El Hombre de arena
- Capítulo 06: Cuando Magneto habla, la gente escucha
- Capítulo 07: El flautista de Nueva York
- Capítulo 08: El destino del Doctor Muerte
- Capítulo 09: Carnaval del crimen
- Capítulo 10: La venganza del Duende
- Capítulo 11: El triángulo de maldad
- Capítulo 12: El A-B-C de RUINA
- Capítulo 13: El Cowboy ataca
- Capítulo 14: El Cazador y su presa
- Capítulo 15: El increíble Hombre Araña
- Capítulo 16: El misterioso Profesor Gizmo
- Capítulo 17: Las normas de Muerte
- Capítulo 18: La Captura del Capitán América
- Capítulo 19: El reportaje de Muerte
- Capítulo 20: La red de Nephilia
- Capítulo 21: La cuenta atrás de Muerte
- Capítulo 22: Arsénico y La Tía May
- Capítulo 23: El Buitre ha llegado
- Capítulo 24: La ira de Namor
- Capítulo 25: El retorno de Kingpin
- Capítulo 26: Bajo el dominio del Mago

- Datos: Q5970637